# Никитино (Мысовский сельсовет)
Никитино — деревня в Пермском крае России. Входит в Краснокамский городской округ.

## География
Деревня находится примерно в 2 километрах к востоку от города Краснокамск на дороге Краснокамск-Мысы. 
На востоке и северо-востоке непосредственно примыкает к селу Мысы.
Климат
Климат умеренно континентальный. Наиболее тёплым месяцем является июль, средняя месячная температура которого 17,4—18,2 °C, а самым холодным январь со среднемесячной температурой −15,3…−14,7 °C. Продолжительность безморозного периода 110 дней. Снежный покров удерживается 170—180 дней.

## История
В 1869 году в деревне Никитина было учтено 5 дворов и 17 жителей. 
По состоянию на 1 января 1981 года и до 2004 года деревня относилась к Мысовскому сельсовету, подчинявшемуся городу Краснокамску. 
С 2004 до 2018 года деревня входила в  Оверятское городское поселение Краснокамского муниципального района.

## Население
| 1981 | 2002 | 2010 |
| ---- | ---- | ---- |
| 97   | ↘48  | ↗70  |

Население деревни составило 48 человек в 2002 году, 70 человек в 2010 году.
Национальный состав
Согласно результатам переписи 2002 года, в национальной структуре населения русские составляли 96 %.

## Транспорт
Остановка автобусных маршрутов, идущих через село Мысы.